# Data General
Data General fue una de las primeras firmas desarrolladora de minicomputadoras. Fundada a finales de los 60, por Edson de Castro, Henry Burkhardt III, y Richard Sogge procedentes de DEC. Su primer modelo fue la NOVA de 16 bits, desarrollando posteriormente la Supernova, y las líneas Data General Eclipse y AViiON. Dentro de sus desarrollos se puede mencionar el DG/Ux, versión de Unix que corría en los modelos AViiON. También desarrolló unidades de almacenamiento de alta velocidad como los modelos CLARiiON, motivo por el cual la compañía fue comprada por EMC en 1999.
En el libro The Soul of a New Machine, el autor Tracy Kidder relata la historia del desarrollo de los nuevos modelos de 32 bits por parte de Data General y su competencia con DEC desarrollador del VAX.
El 31 de diciembre de 2008, finaliza el soporte a los productos de hardware y software de Data General.

## Alumnos notables
Data General en su momento fue "escuela" de grandes técnicos, que luego se destacaron en otras empresas, entre ellos:
- DJ Delorie diseñó la motherboard para PC y el código del BIOS para Data General durante 4 años. Es autor de DJGPP, y actualmente trabaja para Red Hat en GCC.
- Jean Louis Gassée estaba con Data General en Francia, para luego irse a Apple Computer y Be Inc..
- Craig Mundie fue desarrollador de Data General. Es actualmente Jefe de Tecnología en Microsoft.
- Ray Ozzie fue desarrollador de Data General. Trabajó para Software Arts, Lotus Development, Iris Associates, y Groove Networks. Groove Networks fue adquirida por Microsoft en el 2005, y Ozzie está en el proceso de reemplazar a Bill Gates como jefe de arquitectura de software de Microsoft.
- Jonathan Sachs cofundador de Lotus Development donde fue autor del Lotus 1-2-3.
- Edward Zander era productor de marketing de Data General después trabajó en Apollo Computers, Sun Microsystems y actualmente CEO de Motorola
- Otros "alumnos" están listados en "The Soul of a New Machine".